# Горбачиха (Нижньогородська область)
Горбачиха (рос. Горбачиха) — присілок в Кулебацькому міському окрузі Нижньогородської області Російської Федерації.
Населення становить 4 особи. Входить до складу муніципального утворення Міський округ місто Кулебаки.

## Історія
Раніше населений пункт належав до ліквідованого 2015 року Кулебацького району. До 2015 року входило до складу муніципального утворення Саваслейська сільрада.

## Населення
| 2002 | 2010 |
| ---- | ---- |
| 0    | ↗4   |